# Theganopteryx bivittata
Theganopteryx bivittata är en kackerlacksart som beskrevs av Karlis Princis 1963. Theganopteryx bivittata ingår i släktet Theganopteryx och familjen småkackerlackor. Inga underarter finns listade i Catalogue of Life.